# Anniston (Misuri)
Anniston es un pueblo ubicado en el condado de Mississippi en el estado estadounidense de Misuri. En el Censo de 2010 tenía una población de 232 habitantes y una densidad poblacional de 229,09 personas por km².

## Geografía
Anniston se encuentra ubicado en las coordenadas 36°49′28″N 89°19′36″O / 36.82444, -89.32667. Según la Oficina del Censo de los Estados Unidos, Anniston tiene una superficie total de 1.01 km², de la cual 1.01 km² corresponden a tierra firme y (0%) 0 km² es agua.

## Demografía
Según el censo de 2010, había 232 personas residiendo en Anniston. La densidad de población era de 229,09 hab./km². De los 232 habitantes, Anniston estaba compuesto por el 97.41% blancos, el 2.16% eran afroamericanos, el 0% eran amerindios, el 0% eran asiáticos, el 0% eran isleños del Pacífico, el 0% eran de otras razas y el 0.43% pertenecían a dos o más razas. Del total de la población el 0% eran hispanos o latinos de cualquier raza.